# Trichomachimus dontus
Trichomachimus dontus là một loài ruồi trong họ Asilidae. Trichomachimus dontus được Shi miêu tả năm 1992. Loài này phân bố ở vùng Cổ Bắc giới và châu Á.